# 神的女儿
《神的女儿》（英語：A Daughter of the Gods），是1916年美国无声影片，由赫伯特·布伦顿（Herbert Brenon）编写剧本和指导，该电影由福克斯电影公司（Fox Film Corporation）在牙买加金斯敦拍摄，并在当地建造巨大的建筑。这部电影具有争议的地方，是澳大利亚游泳明星安妮特·凯勒曼（Annette Kellermann）扮演的角色阿尼蒂亚的裸体场景被认为是多余，这个场景被认定是第一个全裸场景，尽管凯尔曼的大部分身体被她的长发所覆盖。
虽然剧照和宣传照片保留下来，但这部电影被认为已经遗失。

## 故事梗概

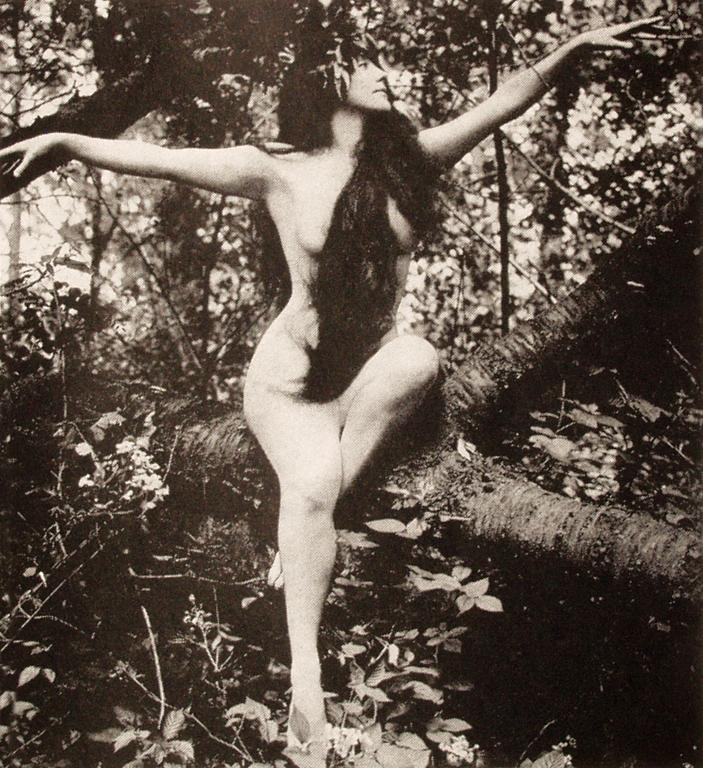
安妮特·凯勒曼

苏丹答应帮助一个邪恶女巫，如果女巫将把他的小儿子带回来，他就摧毁一个神秘美女。

## 演员
- 安妮特·凯勒曼扮演阿尼蒂亚（神的女儿）
- 威廉·谢伊扮演奥马尔王子（威廉·沙伊）
- 哈尔德福雷斯特扮演苏丹
- 马塞勒·亨塔布特扮演席琳
- 紫罗兰·霍纳扮演Zarrah
- 简·李扮演小王子奥马尔
- 斯图尔特·福尔摩斯扮演摩尔人的商人
- 凯瑟琳·李扮演Nydia
- 里卡·阿伦扮演坏女巫
- 米利·利斯顿扮演米利列祖的母亲
- 亨利埃塔·吉尔伯特扮演善良之仙
- 瓦尔特·詹姆斯扮演太监总理
- 瓦尔特·麦克科夫扮演苏丹卫队长
- 马克·普赖斯扮演奴隶贩子
- 路易斯·里亚尔扮演他的妻子
- 爱德华·博林扮演阿拉伯海峡
- 芭芭拉·卡斯尔顿

## 制作
该电影是美国第一部耗资100万美元的电影。 工作室负责人威廉·福克斯对制作成本感到非常愤怒，他从电影中删除了赫伯特·布伦顿的名字。 然而，布伦顿通过诉讼恢复在电影中他的名字。
电影在牙买加金斯敦时，对蚊子进行的卫生清洁消耗巨大成本，使用了2500桶（400立方米）的石膏，500桶（79立方米）的水泥，200万英尺（5000立方米）的木材和10吨纸。 导演赫伯特·布伦顿在八个月的电影制作中雇佣两万人，并使用22万英尺（67,000米）的拍摄照片。
由管乐团通过筛选演奏的一部由罗伯特·胡德·鲍尔斯制作的原创乐曲，在当时被认为是迄今为止最令人难忘的电影配乐。